# Gustave Cabaret
Charles Gustave Cabaret (Claye-Souilly, 1º novembre 1866 – Parigi, 4 aprile 1918) è stato un arciere francese.

## Palmarès

### Olimpiadi
- 1 medaglia:
  - 1 bronzo (Londra 1908 nel Continental Style)